# Bjørn Storberget
Bjørn Storberget (* 5. Juli 1921 in Langesund; † 29. September 1999) war ein norwegischer Schriftsteller.

## Leben
Seine Karriere war mit dem norwegischen Postdienst verbunden. Er begann 1938 bei der Post zu arbeiten und arbeitete 1939 als Student bei der Post Langesund. 1956 übernahm Storberget zusätzlich zu seiner regulären Arbeit in Asker die Redaktion der Zeitschrift POST. Neben der Redaktionsarbeit war Storberget auch für externe Informationen wie die Erstellung von Broschüren und die Kommunikation mit der Presse zuständig. Nach und nach wurde der Informationsdienst ausgebaut und Storbeget engagierte sich unter anderem im Briefmarkendienst. Mit der Umstrukturierung der norwegischen Postverwaltung in den Jahren 1974 und 1975 wurde ihre Informations- und Marktfunktion gestärkt. Eine separate Informationsabteilung (TI) wurde der Verkehrsabteilung unterstellt, deren Leiter Storberget war. Die Sektion hatte ein separates Informationsbüro (TII), ein Verkaufsbüro (TIS) und ein Philateliebüro (TIF). Unter dem Philatelieamt befanden sich auch das Postmuseum und die Postbibliothek. 1985 wurde das Informationsbüro der Marketingabteilung (MMI) unterstellt.
Zu Storbergets Interessen gehörte der Journalismus, und er schrieb Kurzgeschichten, die in der Wochenpresse veröffentlicht wurden; er hat mehrere Bücher veröffentlicht.

## Auszeichnungen
Im Jahr 1991 wurde ihm die Verdienstmedaille des Königs in Gold verliehen.

## Werke
- Gutteklubben i kamp (1943)
- Den usynlige fronten (1945)
- Sleipner (1945)
- Hjemløs (1946)
- På farlige eventyr (1948)
- Rømlingene (1949)
- Alle gutters fotballbok (1953, mit Kristian Henriksen)
- Postens virksomhet i Norge (197?)
- Ord om brevet (1980)
- En tur gjennom Postens historie (1990)
- Postens OL-bok (1994)
- Posten får vinger (1995)
- Mennesker i posten gjennom 350 år (1997)